# Generación Bullenbeisser

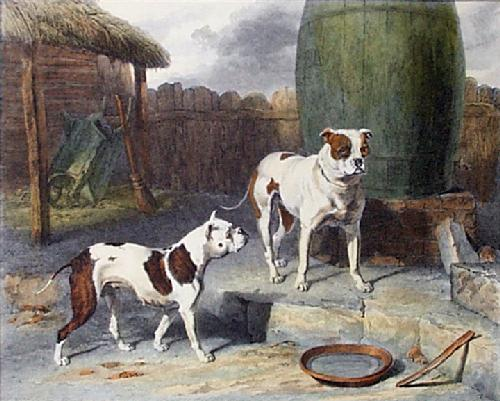
El antiguo bulldog fue utilizado para la creación de nuevas razas.

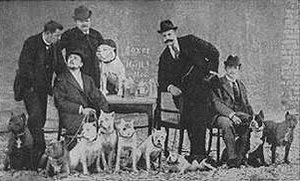
Friedrich Robert, Elard König y Rudolf Hogner; los responsables de este experimento

La llamada Generación Bullenbeisser es un nombre que hace referencia a un conjunto de razas caninas creadas a partir de genes de la extinta raza bullenbeisser. 
Considerados descendientes y representantes de la raza en cuanto a uso y aspecto, tienen tendencia a la genética heredada por el bulldog pero con el aspecto y uso del bullenbeisser.
De origen alemán y mezclados con sangre 50/50 estas razas llegaron a tener gran popularidad, a excepción del alano español que estuvo a punto de extinguirse en los años 1980.
El bóxer es descendiente del Bullenbeisser en un 70%
En el caso del Gran Danés originalmente se mezcló con sangre 50/50 por el mastín inglés y el lobero irlandés, con añadido de Dálmata y pointer alemán.
Cabe destacar aquí que el bóxer es muy utilizado para el cruce con otras razas. El bóxer tiene razas híbridas que son reconocidas por el Club Híbrido Canino Americano, como el bull bóxer (cruza con bulldog americano), el boxador (cruza con Labrador retriever) y el boxita (cruza con Akita Inu).

## Características
- Pelaje corto
- Labio superior parcialmente caído
- Su cabeza presenta prognatismo
- Mandíbula ancha y fuerte para morder
- Portan gran musculatura
- Poseen gran agilidad y fortaleza
- Son de tipo moloso
- Llegan a tener un tamaño mediano(excepto el Gran danés y el Dogo argentino)
- Actualmente son buenos guardianes y de compañía para la familia
- Tendencia a la genética (excepto el boerboel)

## Razas reconocidas por la FCI

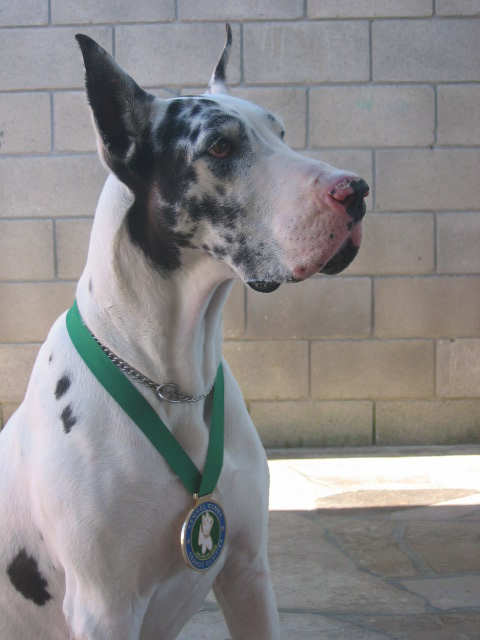
Gran danés
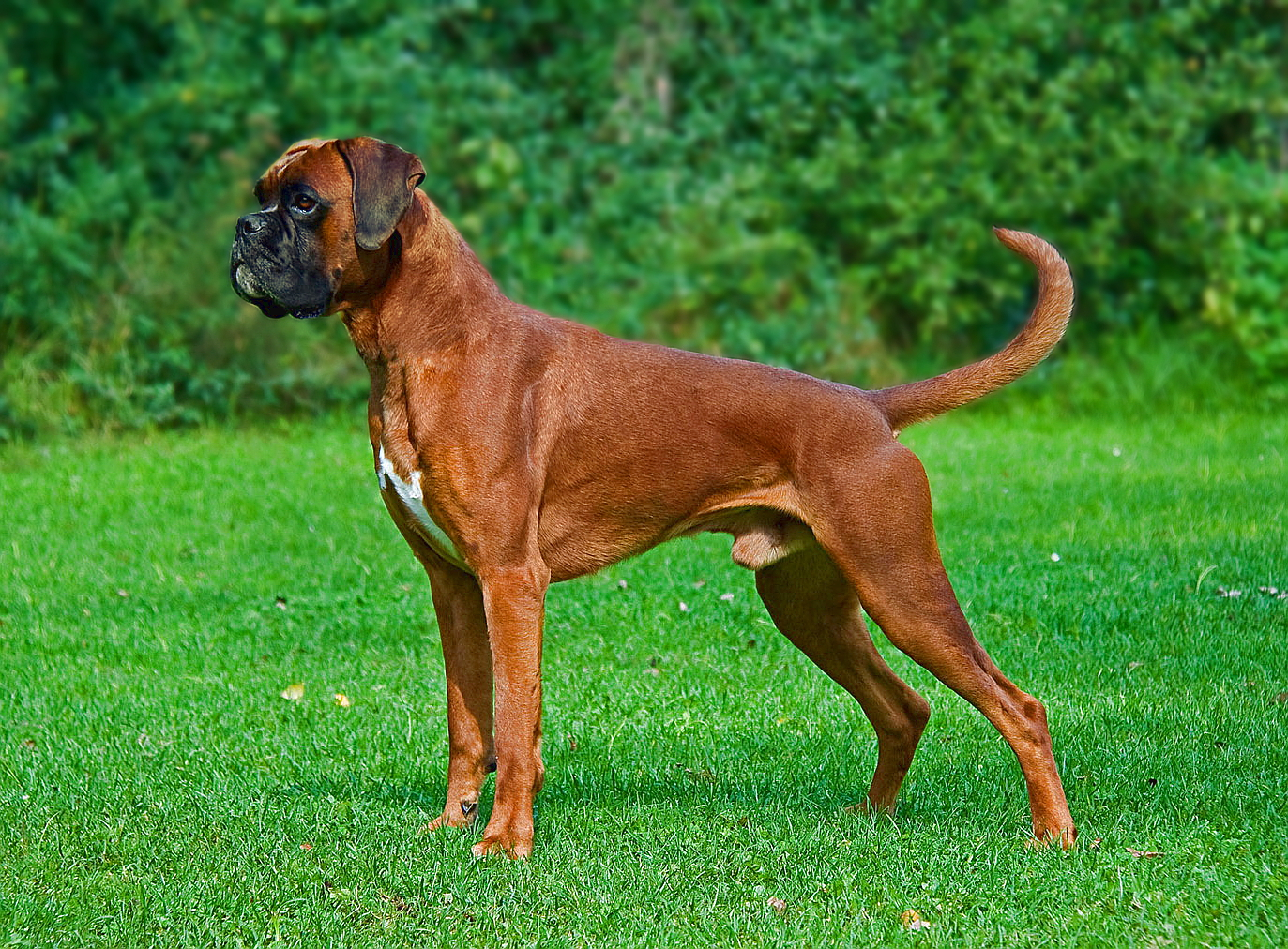
Bóxer
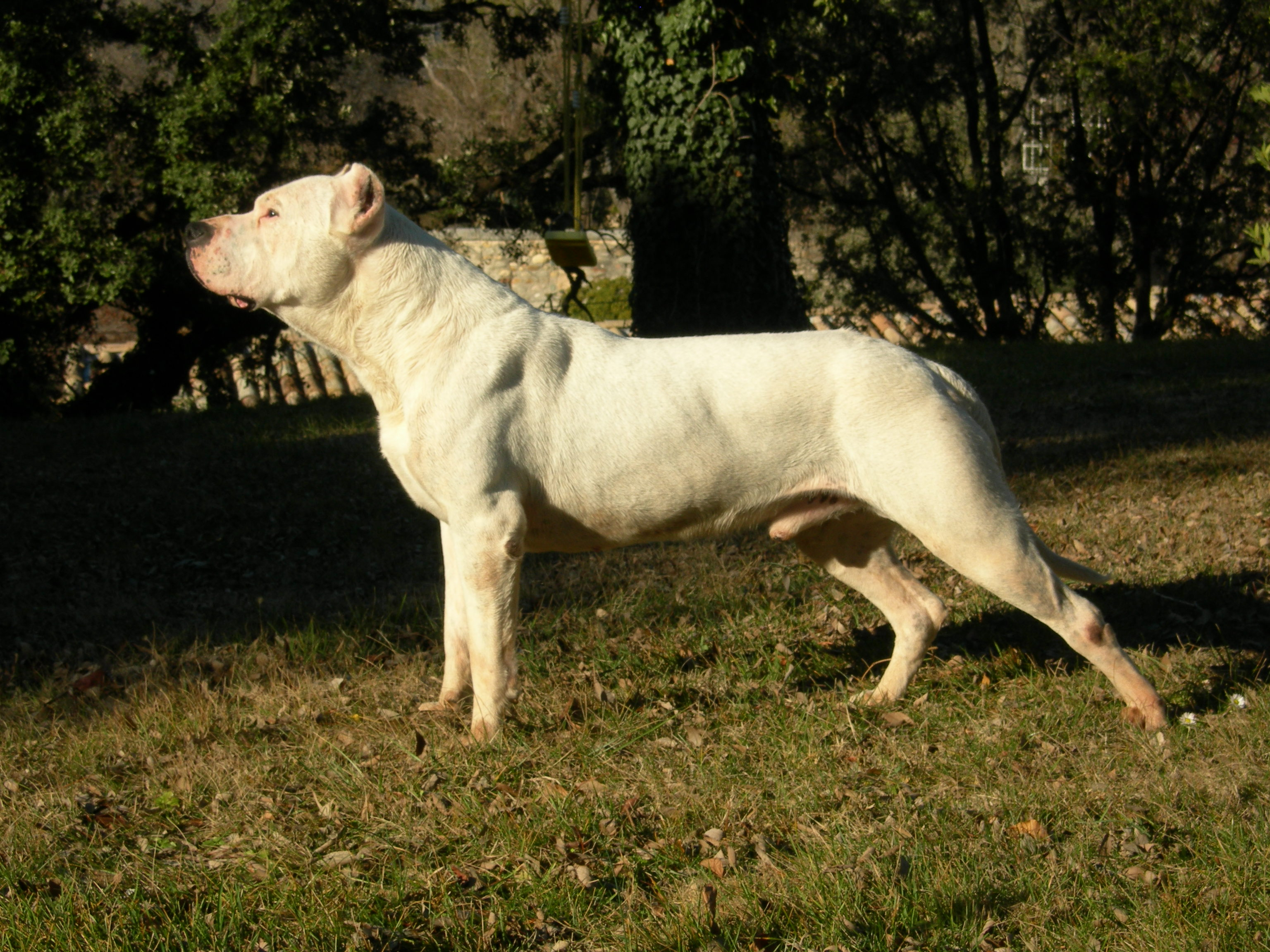
Dogo argentino

## Razas no reconocidas por la FCI

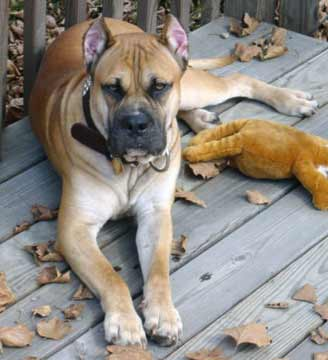
Alano español
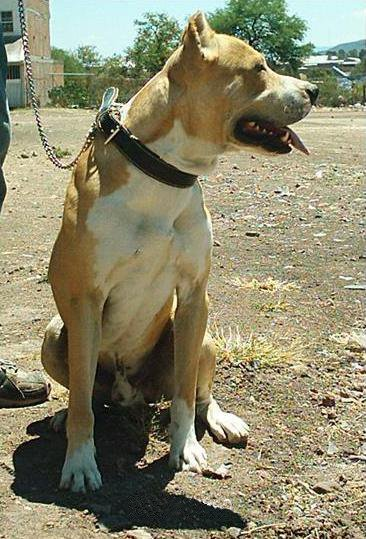
American Pitbull Terrier
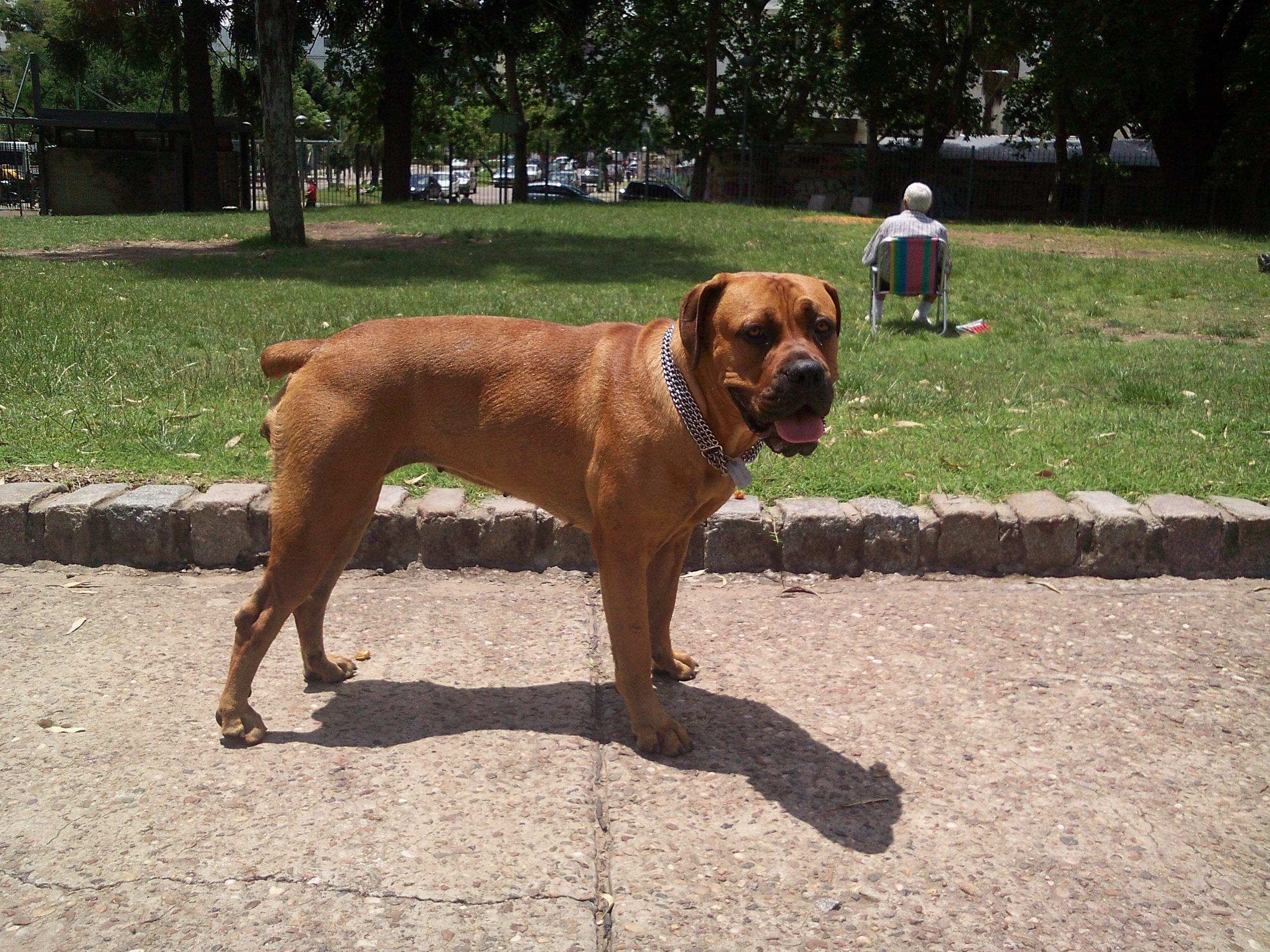
Boerboel
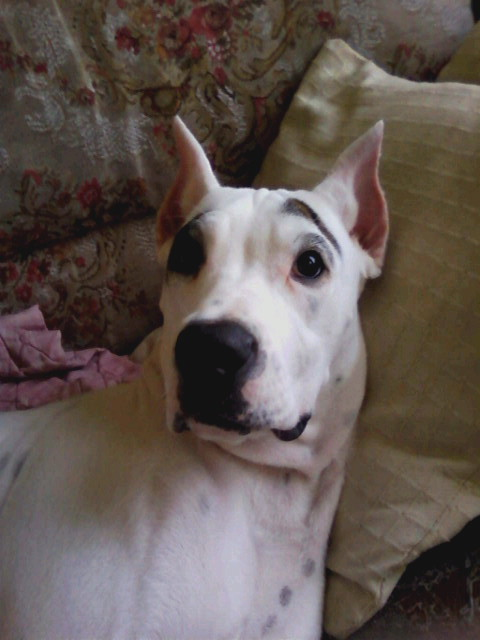
Dogo guatemalteco

## Razas extintas

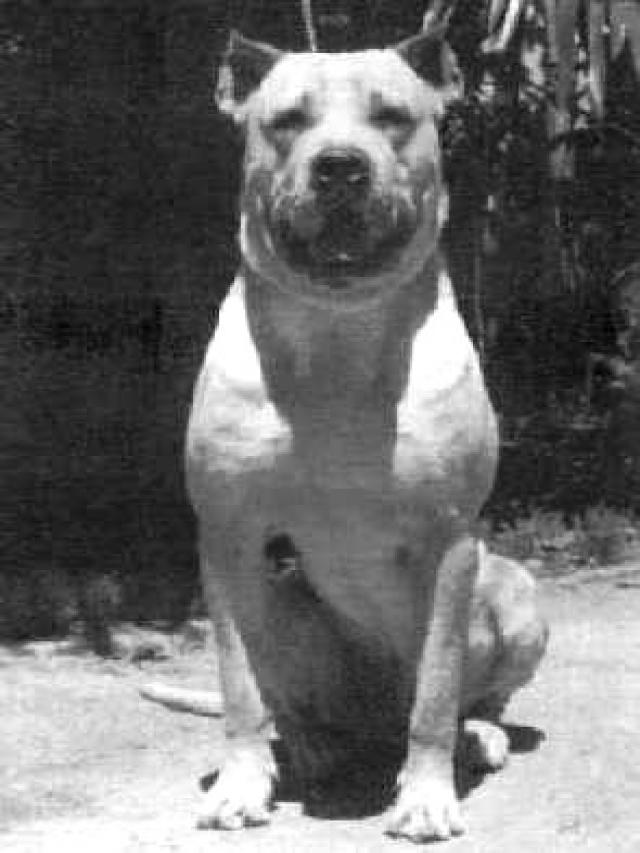
Perro de pelea cordobés